# Brygada Piechoty Franza von Pflachera
Brygada Piechoty Franza von Pflachera – jedna z dwupułkowych brygad w strukturze organizacyjnej wojska austriackiego w czasie wojny polsko-austriackiej w 1809.
Jej dowódcą był gen. Franz von Pflacher (1745–1815). Wchodziła w skład Dywizji Piechoty Ludwiga Ferdinanda von Mondeta.
W kwietniu 1809 przebiła się z kierunku Tarczyna, rozbiła wojska Michała Sokolnickiego w Falentach Dużych i Falentach Małych i dotarła od strony południowej do Raszyna.

## Skład w 1809
- 34 Pułk Piechoty – Paul von Davidovich (3 bataliony)
- 37 Pułk Piechoty – Karol Philippi von Weidenfeild (3 bataliony)
- Bateria artylerii pieszej